# Lynn Carlin
Lynn Carlin és una actriu estatunidenca nascuda el 31 de gener de 1938 a Los Angeles.

## Filmografia
- 1968 : Cares: Maria Forst
- 1969 : Silent Night, Lonely Night (TV): Jennifer Sparrow
- 1970 : ...tick... tick... tick... : Julia Little
- 1971 :  A Step Out of Line (TV): Linda Connors
- 1971 : Taking Off: Lynn Tyne
- 1971 : Dos homes en l'Oest (Wild Rovers): Mrs. Sada Billings
- 1971 : Mr. and Mrs. Bo Jo Jones (TV): Mrs. Jones
- 1973 : Baxter!: Mrs. Baxter
- 1974 : The Morning After (TV): Fran Lester
- 1974 : The Last Angry Man (TV): Sarah Abelman
- 1974 : El Mort-vivint (Dead of Night): Christine Brooks
- 1974 : Terror on the 40th Floor (TV): Lee Parker
- 1975 : The Tenth Level (TV): Barbara
- 1975 : The Honorable Sam Houston (TV): Margaret Houston
- 1975 : The Lives of Jenny Dolan (TV): Nancy Royce
- 1976 : Dawn: Portrait of ha Teenage Runaway (TV): Dawn's Mother
- 1977 : James at 15 (en) (TV): Meg Hunter
- 1977 : James at 15 (en) (sèrie TV): Mrs. Joan Hunter
- 1979 : Not Until Today (TV): Mae Henderson
- 1979 : French Postcards: Mrs. Weber
- 1980 : Els Mercenares de l'espai (Battle Beyond the Stars): Nell (veu)
- 1982 : The Kid from Nowhere (TV): Molly Edward
- 1982 : Superstition: Melinda Leahy
- 1982 : Forbidden Love (TV): Ella Wagner
- 1983 : A Killer in the Family (TV): Dorothy Tison